# セルバ (スーパーマーケット)
セルバ（SELVA）は、株式会社山梨さえきが経営するスーパーマーケットのチェーンストア。さえきグループのひとつ。
本項では、運営会社である山梨さえき（やまなしさえき）と、同じく山梨さえきが経営する食品スーパーおかじまについても解説する。

## 沿革

### 株式会社セルバ
1983年、山梨県富士吉田市に「サンフーズ」として創業。1990年に株式会社サンフーズとなり、以後「サンフーズ」「セルバ」の店舗名で、山梨県内の各地に食品スーパーを出店。2003年に株式会社セルバと社名を変更した。
2013年に東京都の多摩地区を地盤とするさえきホールディングスと経営統合。持株会社の名称を「さえきセルバホールディングス」とし、株式会社セルバはその事業子会社となった。

### （旧）株式会社山梨さえき
もとは岡島百貨店の食品スーパー事業として、山梨県内を中心に「岡島ファミリコ」「岡島パワーセンター」が展開されていた。
2000年、同事業をさえきに譲渡することとなり、さえきの子会社として株式会社フレッシュパワー岡島（山梨県甲斐市）を設立。既存店舗の経営を継承した。各店舗名はさえきの主力店舗「さえき食品館」に準ずる形で「おかじま食品館」と改称した。
2002年に株式会社フレッシュパワー岡島はさえき本社に吸収されるが、既存店舗はそのまま営業を継続。
2011年にさえきが持株会社制に移行するにあたり、子会社の株式会社山梨さえきを設立、県内の店舗は同社の経営となった。

### （新）株式会社山梨さえき
2018年、株式会社セルバと（旧）株式会社山梨さえきが吸収分割により統合。旧セルバが商号を変更する形で（新）「株式会社山梨さえき」となった。

## 店舗一覧
セルバから継承した店舗はセルバ、（旧）山梨さえきから継承した店舗、合併後に開店した店舗はおかじまの名称で営業している。
- セルバ - 山梨県内を中心に、静岡県御殿場市にも店舗を展開している。
- おかじま - 山梨県内に展開している。